# Földvári József (jogász)

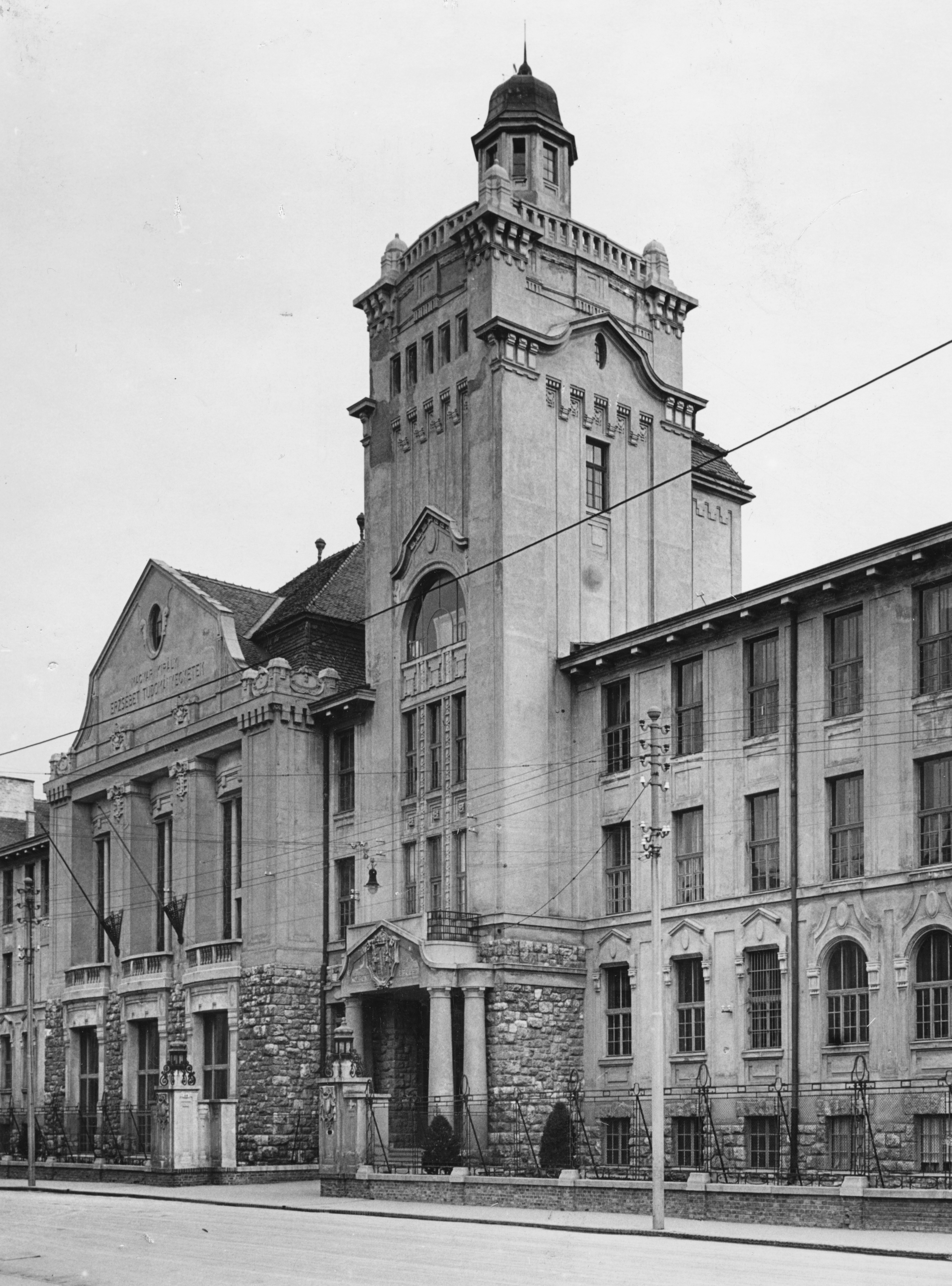
1950-2008 között a Pécsi Tudományegyetemen tanított

Földvári József (Attala, 1926. október 9. – Budapest, 2009. december 12.) jogász, egyetemi tanár, a Pécsi Tudományegyetem rektora (1975–1984).

## Élete és munkássága
Attalából vonattal járt Kaposvárra, ahol gimnáziumi tanulmányait folytatta. 1946–1950 között a Pécsi Tudományegyetem Állam- és Jogtudományi karán tanult, itt kapta meg a jogi diplomáját 1950-ben. 1950-től tanársegéd ugyanott tanársegédként működött. 1958 szeptemberében megvédte a Tanulmány a bűncselekmény-egység és a halmazat köréből című kandidátusi értekezését, s ezt követően a Tudományos Minősítő Bizottság a bíráló bizottság egyhangú javaslata alapján a jogi tudományok kandidátusává nyilvánította. 1972-ben a jogi tudományok MTA doktora lett. Nem volt az MSZMP tagja, ezért csak 1962-ben nevezték ki egyetemi docensnek. 1968-ban már egyetemi tanár. 1972–1986 között a Büntető Jogi Tanszéket vezette. 1974–1975-ben az Állam- és Jogtudományi Kar dékánja, 1975–1984 között a Pécsi Tudományegyetem rektora volt. Rektori időszakára esik az akkor egy karral rendelkező Pécsi Tudományegyetem első integrációs szakasza: a Közgazdaságtudományi Kar megalakulása, valamint a Tanárképző Kar csatlakozása után a háromkarú Janus Pannonius Tudományegyetem létrejötte az 1980-as években. Földvári József volt ebben az időszakban az ország egyetlen rektora, aki nem volt a Magyar Szocialista Munkáspárt tagja. 1975. június 15-én Baranya megye 4. számú egyéni választókerületében országgyűlési képviselővé választották. 1975–1980 között országgyűlési képviselőként részt vett az akkori büntető törvénykönyv megalkotásában. Szakmailag egy nagy feladat várt még rá: 1989-ben a koncepciós perek felülvizsgálatára létrehozott bizottság társelnöke lett. A perek áttekintése „rendkívül érdekes és rendkívül elszomorító volt" számára. A vérbírók tevékenységéről, becstelenségéről szókimondóan kemény, etikailag mélységesen lesújtó véleményt alkotott. 1996-tól emeritus professzor. 1993-ban a Bayreuth-i Egyetemtől díszdoktori címet kapott.
Leánya Sinkuné Földvári Mária, unokája, Sinku Emese. 
Nyughelye: Budapest Bazilika Altemplom "I" jelzésnél.

## Fontosabb művei
- A visszaesés értékelése a büntetőjogban (Budapest, 1959)
- Az enyhítő és súlyosító körülményekről (Budapest, 1960)
- Az egység és a halmazat határesetei a büntetőjogban (Budapest, 1962)
- Igazságszolgáltatás elleni bűntettek (Budapest, 1966)
- A büntetés tana (Budapest, 1970)
- Kriminológia. Vigh Józseffel (Budapest, 1974)
- Kriminálpolitika (Budapest, 1987)
- A büntetőjog és a bűnözés a XX. század végén. Jogi Beszélgetések, 2003/1. 16–21. o.
- A bűncselekmény fogalmáról - de lege ferenda. Magyar Jog, 1999/1. 1–4.
- A magyar büntetőjog szankciórendszere. AUSz: Acta juridica et politica, 1992. Tom. 41. Fasc. 1-40. 135–144. o.
- Über das neue ungarische Strafgesetzbuch. AJurASH, 1980/1-2. 173–180.

## Díjai, elismerései
- Munka Érdemérem (1962)[4]
- Kiváló Munkáért (1978)
- Munka Érdemrend arany fokozata (1984)[5]
- JPTE Pro Universitate (1985)
- Szent-Györgyi Albert-díj (1995)
- PTE ÁJK Pro Facultate Érdemérem arany fokozata (2006)

## Szakmai szervezeti tagságok
- Nemzetközi Büntetőjogi Egyesület
- Magyar Börtönügyi Társaság
- Magyar Kriminológiai Társaság
- JPTE Baráti Társaság
- Magyar Jogász Szövetség
- MTA PAB
- MTA Állam- és Jogtudományi Bizottság

## Videófelvételek
- Beszélgetés Dr. Földvári Józseffel a szigorúbb büntetőjogszabályokról (1999.02.22-28.) Pécs TV. YouTube
- Dr. Földvári József beszél munkásságáról, eredményeiről, díszdoktori címéről (1993). YouTube